# ترانه راهزنان
ترانهٔ راهزنان (انگلیسی: Song of the Bandits; کره‌ای: 도적: 칼의 소리) یک مجموعه تلویزیونی اینترنتی محصول کره جنوبی به کارگردانی هوانگ جون هیوک و نویسندگی هان جونگ هون و با بازی کیم نام گیل، سوهیون، یو جه میونگ، لی هیون ووک و لی هو جونگ است. این مجموعه در ۲۲ سپتامبر ۲۰۲۳ در نتفلیکس منتشر شد.

## بازیگران

### اصلی
- کیم نام گیل در نقش لی یون[۷]
- سوهیون در نقش نام هی شین[۲]
- یو جه میونگ در نقش چوی چونگ سو[۳]
- لی هیون ووک در نقش لی کوانگ ایل[۸]
- لی هو جونگ در نقش اون نیون یی[۹]

## تولید
در اوت ۲۰۲۲، اعلام شد که موقتاً فیلم‌برداری این مجموعه به علت باران سنگین متوقف شده‌است.